# 遠別駅

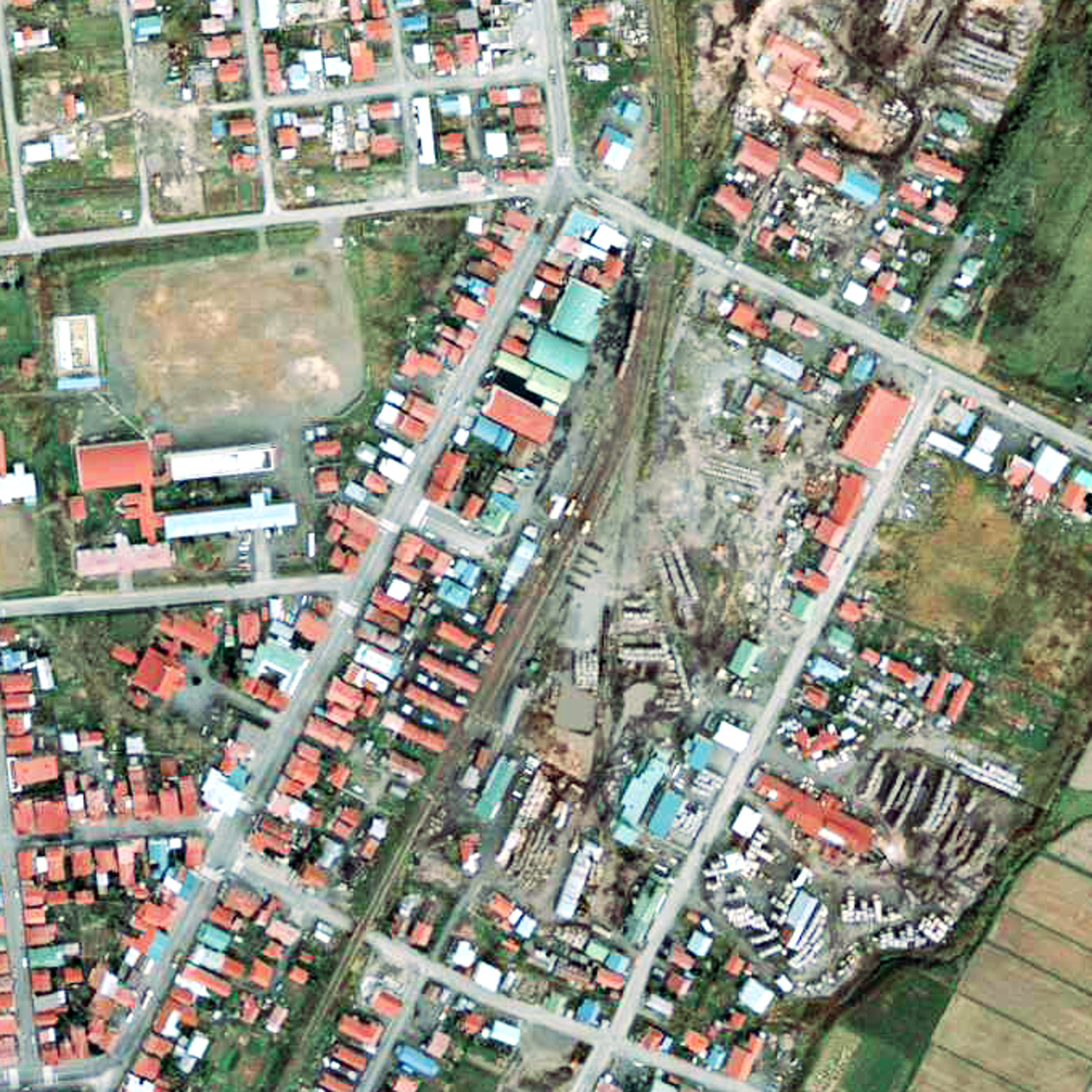
1977年の遠別駅と周囲約500m範囲。上が幌延方面。木材搬出駅として駅裏ストックヤードを中心に木工場が集まっている。駅舎は鉄筋コンクリート製で、島式ホーム1面2線と駅舎側、駅裏側の双方に副本線を有し、駅舎横の貨物ホームへ引込み線、その他、駅裏のストックヤードへ数本、右上に見える木工所に1本引込み線が見える。

遠別駅（えんべつえき）は、かつて北海道天塩郡遠別町字本町6丁目に設置されていた、日本国有鉄道（国鉄）羽幌線の駅（廃駅）である。事務管理コードは▲121625。
1986年（昭和61年）10月まで運行されていた、急行「はぼろ」の停車駅であった。

## 歴史
- 1936年（昭和11年）10月23日 - 鉄道省天塩線の天塩駅 - 当駅間延伸開通に伴い、開業[3]。一般駅[1]。
- 1958年（昭和33年）10月18日 - 日本国有鉄道羽幌線の初山別駅 - 当駅間延伸開通に伴い、中間駅となる。天塩線を羽幌線に編入して羽幌線が全通、それに伴い同線の駅となる。駅舎改築[4]。
- 1984年（昭和59年）2月1日 - 貨物・荷物の取り扱いを廃止[1]。
- 1987年（昭和62年）3月30日 - 羽幌線の全線廃止に伴い、廃駅となる[1]。

### 駅名の由来
所在地名（町名）より。アイヌ語の「ウェンペッ（wen-pet）」（悪い・川）に由来する。

## 駅構造
廃止時点で、1面2線の島式ホームを有する地上駅で、列車交換が可能な交換駅であった。ホームは短い上屋を有し、駅舎側（西側）が下り線、外側（東側）が上下線共用のホームとなっていた（番線表示なし）。そのほか下り線と駅舎との間に貨物側線と貨物ホームを有し、構内の外側にも数本の側線を有していた（1983年（昭和58年）時点で副本線1線とそこから分岐した側線4線）。
職員配置駅となっており、駅舎は鉄筋製で構内の南西側に位置し、ホーム南側とを結ぶ構内踏切で連絡した。
また、保線班の拠点となっていた。

### 利用状況
- 1981年度（昭和56年度）の1日当たりの乗降客数は321人[4]。

## 駅周辺
- 北海道道688号名寄遠別線
- 国道232号（天売国道/日本海オロロンライン）
- 道の駅富士見 - 駅から南に約2km。富士見ガ丘公園に開設された。羽幌線廃線後の開業。1999年（平成11年）時点で敷地脇に線路跡が砂利道となって残っていた[7]。花の名所である[4]。
- 遠別町役場
- 天塩警察署遠別駐在所
- 遠別郵便局
- 稚内信用金庫遠別支店
- 北海道遠別農業高等学校
- 遠別町立遠別中学校
- 遠別町立遠別小学校
- 遠別国保病院
- 旭温泉 - 駅から南に約14km[4]。
- 遠別川

## 駅跡
1999年（平成11年）時点でバスターミナルとなっていた。2001年（平成13年）時点、2010年（平成22年）時点でも同様であった。駅舎やホームなどの遺構は、何も残っていない。
(遠別町郷土資料館には遠別駅構内で使用されていた入換動車が保存されている)
バスターミナルには、沿岸バスが乗り入れる。
- 遠別営業所・羽幌ターミナル・留萌十字街・留萌駅前・留萌市立病院方面
- 幌延駅・豊富駅方面

※特急はぼろ号は「遠別営業所」停留所に停車。

## 隣の駅
日本国有鉄道
羽幌線
天塩金浦駅 - 遠別駅 - <啓明仮乗降場> - 丸松駅